# الوداد الرياضي الصفريوي
الوِدادُ الرِّياضِيُّ الصَّفْرِيوِيّ هو نادٍ مغربيٌّ لكرةِ القدمِ أُسِّسَ في عامِ 1971 مـ ومقرُّه مدينةُ صفرو. أولُ من تَرَأَّسَ الفريقَ هو محمد بلفقيه . فاز بلقب البطولة الاحترافية المغربية القسم الاول ثلاث مرات 1982-1986-2004.